# 유럽 고속도로 127호선
유럽 고속도로 127호선(European route E127)은 러시아 옴스크에서 출발하여 카자흐스탄의 마야프사게이(중국 국경)까지 이어주는 유럽 고속도로 노선으로, 총 연장은 1,330km이며 시베리아의 서부권을 이어주기도 한다.

## 주요 경유지
- 러시아
  - M38 : 옴스크 - 카라만
- 카자흐스탄
  - M38 : 카라만 - 파블로다르 - 세메이 - 게오르기예프카
  - 도로명 미상 : 게오르기예프카 - 마야프사게이 ( 중국과의 국경으로 이어줌)

## 같이 보기
- 아시안 하이웨이 60호선